# Northamptonshire
Northamptonshire je ceremoniální a tradiční hrabství. Má hranice s hrabstvími Warwickshire na západě, s Leicestershire a Rutland na severu, s Cambridgeshire na východě, s Bedfordshire na jihovýchodě, s Buckinghamshire na jihu, Oxfordshire na jihozápadě a s Lincolnshire na severovýchodě.

## Administrativní členění
Northamptonshire sestával do roku 2021 ze sedmi distriktů (South Northamptonshire, Northampton, Daventry, Wellingborough, Kettering, Corby a East Northamptonshire). V roce 2021 bylo zrušeno jeho postavení tzv. nemetropolitního hrabství a jeho území bylo rozděleno na dvě unitary authority: West Northamptonshire (zahrne území Daventry, Northampton a South Northamptonshire) a North Northamptonshire (území Corby, East Northamptonshire, Kettering a Wellingborough).

## Symboly hrabství

### Vlajka
Vlajka hrabství je tvořena kaštanově hnědým listem o poměru stran 3:5, se žlutým, černě lemovaným křížem a uprostřed umístěnou růží. Kaštanová a žlutá barva jsou barvy hrabství, odvozené od barev kriketového týmu, kříž symbolizuje křižovatku obchodních tras a černá kožedělný průmysl. Růže je tradičním symbolem hrabství. Vlajka byla naposledy změněna 11. září 2014 a poprvé vztyčena 25. října 2014 v Northamptonu.

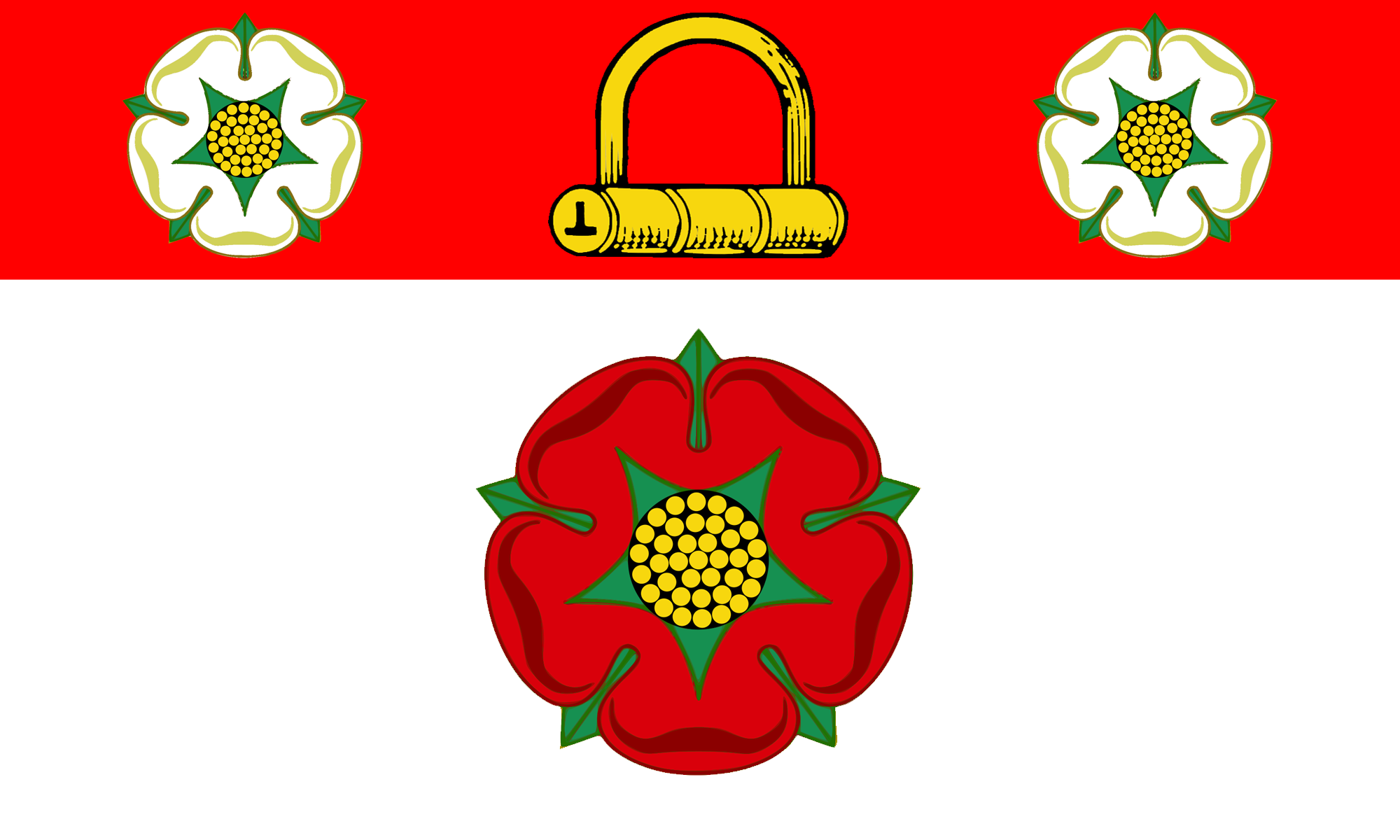
Northamptonshirská vlajka (?–2014) Poměr stran: 3:5